# Transmisión de datos

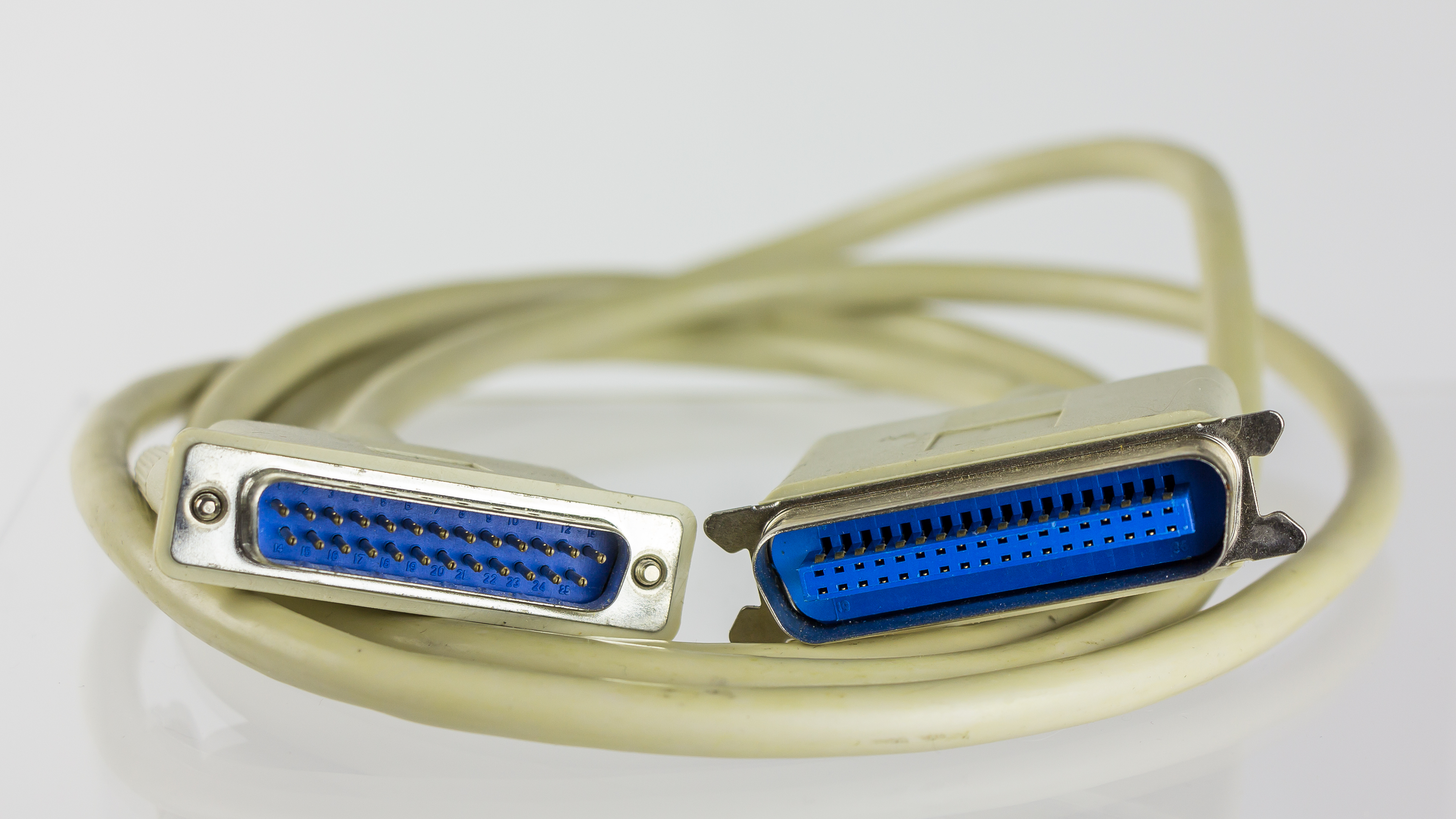
Cable de impresora según IEEE 1284 para la transferencia digital de datos entre el ordenador y la impresora.

La transmisión de datos (también, transmisión digital o comunicaciones digitales) es la transferencia física de datos (un flujo digital de bits) por un canal de comunicación punto a punto o punto a multipunto. Ejemplos de estos canales son cables de par trenzado, fibra óptica, los canales de comunicación inalámbrica y medios de almacenamiento. Los datos se representan como una señal electromagnética, una señal de tensión eléctrica, ondas radioeléctricas, microondas o infrarrojos.

## Tipos de transmisión

### Transmisión analógica
Estas señales se caracterizan por el continuo cambio de amplitud de la señal. En ingeniería de control de procesos la señal oscila entre 4 y 20 mA, y es transmitida en forma puramente analógica. En una señal analógica el contenido de información es muy restringido; tan solo el valor de la corriente y la presencia o no de esta puede ser determinado.

### Transmisión digital
Estas señales no cambian continuamente, sino que es transmitida en Paquete de datos. No es tampoco inmediatamente interpretada, sino que debe ser primero decodificada por el receptor. El método de transmisión también es otro: como pulsos eléctricos que varían entre dos niveles distintos de voltaje. En lo que respecta a la ingeniería de procesos, no existe limitación en cuanto al contenido de la señal y cualquier información adicional.

## Medios de transmisión industrial
Lo que se busca en la comunicación industrial, es mayor información transmitida a mayor velocidad de transmisión. Por lo que la demanda de mejores características para los medios de transmisión es mayor. Esto es particularmente cierto para las redes industriales de comunicación, en donde las condiciones distan mucho de ser ideales debido a las posibles interferencias de máquinas eléctricas y otros. Por esta razón, el mejor medio de transmisión depende mucho de la aplicación.
Algunos de los más habituales medios de transmisión son:
- cables trenzados;
- cables coaxiales;
- Fibra óptica.

## Modos de transmisión

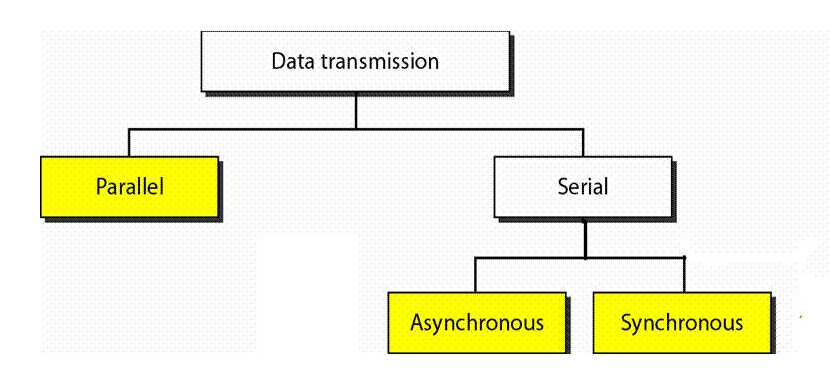
Esquema de modos de transmisión de datos.

### Transmisión paralela
Es el envío de datos de byte en byte, sobre un mínimo de ocho líneas paralelas a través de una interfaz paralela, por ejemplo la interfaz paralela Centronics para impresoras.

### Transmisión en serie
Es el envío de datos bit a bit sobre una interfaz serie.

## Transmisiones de datos asíncrona y síncrona
La comunicación serie asíncrona utiliza bits de inicio y parada para indicar el inicio y el fin de la transmisión. Este método de transmisión se utiliza cuando los datos se envían de forma intermitente, en lugar de en un flujo continuo.
La transmisión síncrona sincroniza las velocidades de transmisión tanto en el extremo receptor como en el emisor de la transmisión utilizando señales de reloj. El reloj puede ser una señal independiente o estar integrado en los datos. De este modo, se envía un flujo continuo de datos entre los dos nodos. Al no haber bits de inicio ni de parada, la velocidad de transferencia de datos puede ser más eficiente.

## Interfaz física industrial
Para elegir una interfaz física se toma en cuenta la confiabilidad de transmisión y los costos, por lo tanto a pesar de las altas velocidades de transmisión que se puede obtener con una interfaz paralela, su instalación es muy costosa.
Por esta razón la interfaz estándar para el campo industrial es la serie. Los bajos costos de la instalación, líneas más largas y transmisión más segura, compensan las menores velocidades de transmisión.
Algunas interfaces tipo serie que se pueden encontrar en el campo industrial son RS-232. RS-422 y RS-485, si bien existen otras.

### Interfaz RS-232C
Eléctricamente el sistema está basado en pulsos positivos y negativos de 12 voltios, en los cuales los datos son codificados sobre cable multifilar.
Mecánicamente este estándar tiene conectores de 9 a 25 pines, las señales principales que llevan a los datos de un terminal a otro son líneas de Transmit Data y Receive Data, para ser posible la transmisión, se requiere una tercera línea que lleva el potencial común de referencia, el resto de líneas no son imprescindibles, pero llevan información del estado de los terminales de comunicación.

### Interfaz RS-422
Esta interfaz permite que actúen hasta 32 dispositivos en calidad de transmisores o receptores, los cuales pueden ser conectados a un cable de dos hilos, es decir a una verdadera operación de bus. El direccionamiento y respuesta a los comandos debe ser resuelta por el software. La máxima longitud de las líneas de transmisión para esta interfaz varía entre 1.200 metros a una velocidad de 93.75 kbps hasta 2000 metros a una velocidad de 500 Kbps.
Esta interfaz utiliza tres estados lógicos '0', '1' y 'non-Data', esta última es usada para el control o soncronización del flujo de datos, esta interfaz es encontrada con frecuencia en el campo industrial. Al utilizar pares de cables trenzados y blindados, se asegura una comunicación fiable y económica.

### Interfaz RS-485
Esta interfaz permite que actúen hasta 32 dispositivos en calidad de transmisores o receptores, los cuales pueden ser conectados a un cable de dos hilos, es decir a una verdadera operación de bus. El direccionamiento y respuesta a los comandos debe ser resuelta por el software. La máxima longitud de las líneas de transmisión para esta interfaz varia entre 1200 metros a una velocidad de 93,75 kb/s hasta 2000 metros a una velocidad de 500 kbps.
Esta interfaz usa tres estados lógicos '0', '1' y non-Data, esta última es usada para el control o sincronización del flujo de datos; esta interfaz es encontrada con frecuencia en el campo industrial. Al utilizar pares de cables trenzados y blindados, se asegura una comunicación confiable y económica.

## Redes de transmisión propietarias

### RETD
La RETD (Red Especial de Transmisión de Datos) fue una red nacional de transmisión de datos, instalada por Telefónica en la década de los 70 y  80 para interconectar los cajeros automáticos y otros terminales bancarios de las entidades financieras.

### Sistema TESYS
El Sistema TESYS (sistema de intercambio de paquetes) fue una red nacional de transmisión de datos, instalada por Telefónica la década de los 80 y  90 para interconectar los cajeros automáticos y otros terminales bancarios de las entidades financieras utilizando el protocolo x25 de intercambio de paquetes.

## Aplicaciones e historia

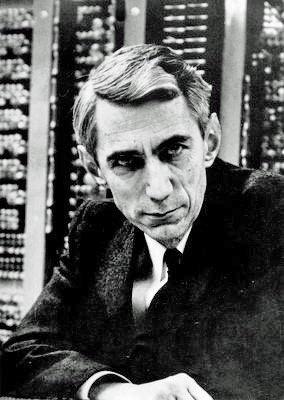
Claude Shannon, reconocido por haber fundado el campo de la teoría de la información.

Los datos (sobre todo, pero no exclusivamente, información) se envían por medios no electrónicos (ópticos, acústicos, mecánicos, etc.) desde la aparición de las comunicaciones. Los datos de señales analógicas se envían electrónicamente desde la aparición del teléfono. Sin embargo, las primeras aplicaciones de transmisión electromagnética de datos de la era moderna fueron la telegrafía (1809) y los teletipos (1906), ambas señales digitales. Los trabajos teóricos fundamentales sobre transmisión de datos y teoría de la información realizados por Harry Nyquist, Ralph Hartley, Claude Shannon y otros a principios del siglo XX, se hicieron pensando en estas aplicaciones.
La transmisión de datos se utiliza en ordenadores en buses informáticos y para la comunicación con equipos periféricos a través de puertos paralelos y puertos serie como RS-232 (1969), FireWire (1995) y USB (1996). Los principios de la transmisión de datos también se utilizan en los medios de almacenamiento para la detección y corrección de errores desde 1951. El primer método práctico para superar el problema de la recepción de datos con precisión por parte del receptor mediante código digital fue el código Barker, inventado por Ronald Hugh Barker en 1952 y publicado en 1953. La transmisión de datos se utiliza en equipos de redes informáticas como módems (1940), adaptadores de redes de área local (LAN) (1964), repetidores, concentradores de repetidores, enlaces de microondas, puntos de acceso a redes inalámbricas (1997), etc.
En las redes telefónicas, la comunicación digital se utiliza para transferir muchas llamadas telefónicas por el mismo cable de cobre o de fibra mediante la modulación por impulsos codificados (PCM) en combinación con la multiplexación por división en el tiempo (TDM) (1962). Las centrales telefónicas han pasado a ser digitales y controladas por software, lo que facilita muchos servicios de valor añadido. Por ejemplo, la primera central telefónica AXE se presentó en 1976. La comunicación digital con el usuario final mediante los servicios de la Red Digital de Servicios Integrados (RDSI) empezó a estar disponible a finales de la década de 1980. Desde finales de los 90, las técnicas de acceso de banda ancha como ADSL, módems de cable, fibra hasta el edificio (FTTB) y fibra hasta el hogar (FTTH) se han extendido a pequeñas oficinas y hogares. La tendencia actual es sustituir los servicios tradicionales de telecomunicaciones por comunicaciones en modo paquete, como la telefonía IP y la IPTV.
La transmisión digital de señales analógicas permite una mayor capacidad de procesamiento de la señal. La capacidad de procesar una señal de comunicación permite detectar y corregir errores causados por procesos aleatorios. Las señales digitales también pueden muestrearse en lugar de monitorizarse continuamente. La multiplexación de múltiples señales digitales es mucho más sencilla en comparación con la multiplexación de señales analógicas. Por todas estas ventajas, por la gran demanda de transmisión de datos informáticos y la capacidad de las comunicaciones digitales para hacerlo y porque los recientes avances en canales de comunicación de banda ancha y electrónica de estado sólido han permitido a los ingenieros aprovechar plenamente estas ventajas, las comunicaciones digitales han crecido rápidamente.
La revolución digital también ha dado lugar a numerosas aplicaciones de telecomunicaciones digitales en las que se aplican los principios de la transmisión de datos. Algunos ejemplos son la telefonía móvil de segunda generación (1991) y posterior, la videoconferencia, la televisión digital (1998), la radio digital (1999) y la telemetría.
La transmisión de datos, transmisión digital o comunicaciones digitales es la transferencia de datos a través de un canal de comunicación punto a punto o punto a multipunto. Algunos ejemplos de estos canales son los cables de cobre, las fibras ópticas, los canales de comunicación inalámbricos, los medios de almacenamiento y los buses informáticos. Los datos se representan como una señal electromagnética, como una tensión eléctrica, una onda de radio, una microonda o una luz infrarroja.
Mientras que la transmisión analógica es la transferencia de una señal analógica que varía continuamente a través de un canal analógico, la comunicación digital es la transferencia de mensajes discretos a través de un canal digital o analógico. Los mensajes están representados por una secuencia de impulsos mediante un código de línea (transmisión de banda base), o por un conjunto limitado de formas de onda que varían continuamente (transmisión de banda de paso), utilizando un método de modulación digital. La modulación en banda pasante y la demodulación correspondiente (también llamada detección) se efectúan mediante equipos módem. Según la definición más común de señal digital, tanto las señales de banda base como las de banda de paso que representan flujos de bits se consideran transmisión digital, mientras que una definición alternativa sólo considera digital la señal de banda base, y la transmisión de datos digitales por banda de paso como una forma de conversión de digital a analógico.
Los datos transmitidos pueden ser mensajes digitales procedentes de una fuente de datos, por ejemplo una computadora o un teclado. También puede tratarse de una señal analógica, como una llamada telefónica o una señal de vídeo, digitalizada en un flujo de bits utilizando, por ejemplo, la modulación por impulsos codificados (PCM) o esquemas más avanzados de codificación de la fuente (conversión analógica a digital y compresión de datos). Esta codificación y descodificación de la fuente la realizan los equipos de codificación.

## Capas de protocolo
Los cursos y libros de texto en el campo de la transmisión de datos generalmente tratan las siguientes capas y temas del protocolo del modelo OSI (7. Capa de aplicación, 6. Capa de presentación, 5. Capa de sesión, 4. Capa de transporte, 3. Capa de red, 2. Capa de enlace de datos, 1. Capa física.):
- Capa 1, la capa física:
  - Codificación de canal que incluye
    - Esquemas de modulación digital
    - Esquemas de codificación de línea
    - Códigos de corrección de errores hacia adelante (FEC)

  - Sincronización de bits
  - Multiplexación
  - Ecualización
  - Modelos de canal
- Capa 2, la capa de enlace de datos:
  - Esquemas de acceso al canal, control de acceso al medio (MAC)
  - Comunicación en modo paquete y sincronización de tramas
  - Detección de errores y solicitud de repetición automática (ARQ)
  - Control de flujo
- Capa 6, la capa de presentación:
  - Codificación de fuente (digitalización y compresión de datos) y teoría de la información.
  - Criptografía (puede ocurrir en cualquier capa)

También es común tratar el diseño cruzado de capas de esas tres capas.